# Ariel Farfán
Ariel Gustavo Farfán (San Salvador de Jujuy, Jujuy, 22 de diciembre de 1975) es un exfutbolista argentino que jugaba como volante.

## Trayectoria

### Talleres de Perico
Fermani debutó en Talleres de Perico en 1993. Farfán tuvo varias etapas en el club: de 1993 hasta 1994, 1998/99, 2002, 2005 y de 2006 a 2007.

### Atlético Tucumán
Luego de destacarse en el equipo jujeño, en 1994 se mudó a San Miguel de Tucumán y se sumó a Atlético Tucumán. En el decano jugó hasta 1997.

### Oriente Petrolero
En 1999 tuvo su primera experiencia en el exterior, cuando viajó a Bolivia para sumarse a Oriente Petrolero.

### Deportivo Táchira
En el año 2000 se sumó a Deportivo Táchira de Venezuela. En el equipo de San Cristóbal disputó una temporada.

### Juventud Antoniana
En 2001 volvió a Argentina y se unió a Juventud Antoniana. En el equipo salteño jugó una temporada.

### San José de Oruro
En 2003 jugó para San José de Oruro.

### Central Norte
En 2004 regresó al Norte Argentino, para sumarse a Central Norte. Tuvo una segunda etapa en la institución en el año 2006.

### Ben Hur
En 2005 pasó a Ben Hur. En el equipo de Rafaela tuvo un breve paso.

### Mandiyú
Para la temporada 2007/08 llegó a Textil Mandiyú.

### Progreso de Rosario de la Frontera
En 2013 llegó a Progreso de Rosario de la Frontera. Farfán se retiró del fútbol en el 2015.

## Clubes
| Club                               | País      |
| ---------------------------------- | --------- |
| Talleres de Perico                 | Argentina |
| Atlético Tucumán                   | Argentina |
| Oriente Petrolero                  | Bolivia   |
| Deportivo Táchira                  | Venezuela |
| Juventud Antoniana                 | Argentina |
| San José de Oruro                  | Bolivia   |
| Central Norte                      | Argentina |
| Ben Hur                            | Argentina |
| Textil Mandiyú                     | Argentina |
| Progreso de Rosario de la Frontera | Argentina |